# Paragynoxys venezuelae
Paragynoxys venezuelae là một loài thực vật có hoa trong họ Cúc. Loài này được (V.M.Badillo) Cuatrec. mô tả khoa học đầu tiên năm 1955.